# Regard (disc jockey)
Pour les articles homonymes, voir Regard (homonymie).
Dardan Aliu, né le 23 juillet 1993 à Ferizaj, connu sous le nom de scène Regard (ou DJ Regard), est un disc jockey et producteur kosovar.
Il est notamment connu pour son single Ride It sorti en 2019, un remix house d'une chanson de 2008 de Jay Sean, qui connaît un succès viral sur l'application TikTok avant d'obtenir un succès commercial international.

## Discographie

### Singles
| Titre                                                               | Année | Meilleur classement | Meilleur classement | Meilleur classement | Meilleur classement | Meilleur classement | Meilleur classement | Meilleur classement | Meilleur classement | Meilleur classement | Meilleur classement | Meilleur classement | Meilleur classement | Certifications | Album               |
| Titre                                                               | Année | ALL                 | AUS                 | BEL (FL)            | BEL (WAL)           | CAN                 | DAN                 | É-U Dance           | FRA                 | IRL                 | P-B                 | R-U                 | SUI                 | Certifications | Album               |
| ------------------------------------------------------------------- | ----- | ------------------- | ------------------- | ------------------- | ------------------- | ------------------- | ------------------- | ------------------- | ------------------- | ------------------- | ------------------- | ------------------- | ------------------- | --- | ------------------- |
| Your Face (featuring Binnay)                                        | 2016  | —                   | —                   | —                   | —                   | —                   | —                   | —                   | —                   | —                   | —                   | —                   | —                   | |                     |
| No One Like You (featuring Scarlett Quinn)                          | 2016  | —                   | —                   | —                   | —                   | —                   | —                   | —                   | —                   | —                   | —                   | —                   | —                   | |                     |
| Me & I (featuring Sarah Abad)                                       | 2016  | —                   | —                   | —                   | —                   | —                   | —                   | —                   | —                   | —                   | —                   | —                   | —                   | |                     |
| Love Yourself (featuring Scarlett Quinn)                            | 2018  | —                   | —                   | —                   | —                   | —                   | —                   | —                   | —                   | —                   | —                   | —                   | —                   | |                     |
| We Can Do It (avec Glorya)                                          | 2018  | —                   | —                   | —                   | —                   | —                   | —                   | —                   | —                   | —                   | —                   | —                   | —                   | |                     |
| You're Mine                                                         | 2018  | —                   | —                   | —                   | —                   | —                   | —                   | —                   | —                   | —                   | —                   | —                   | —                   | |                     |
| Sun Goes Down (avec Drop G featuring Evrencan Gündüz)               | 2018  | —                   | —                   | —                   | —                   | —                   | —                   | —                   | —                   | —                   | —                   | —                   | —                   | |                     |
| Call Me (avec Veronica Brawo)                                       | 2018  | —                   | —                   | —                   | —                   | —                   | —                   | —                   | —                   | —                   | —                   | —                   | —                   | |                     |
| No Filter (featuring Arta Kabashi)                                  | 2018  | —                   | —                   | —                   | —                   | —                   | —                   | —                   | —                   | —                   | —                   | —                   | —                   | |                     |
| Dream (avec Veneta featuring Bruno Motta)                           | 2018  | —                   | —                   | —                   | —                   | —                   | —                   | —                   | —                   | —                   | —                   | —                   | —                   | |                     |
| Break My Heart (avec Osman Altun & Megan Kashat)                    | 2019  | —                   | —                   | —                   | —                   | —                   | —                   | —                   | —                   | —                   | —                   | —                   | —                   | |                     |
| Time (avec DJ Marlon)                                               | 2019  | —                   | —                   | —                   | —                   | —                   | —                   | —                   | —                   | —                   | —                   | —                   | —                   | |                     |
| Deep Control (avec Drop G & Ömer Bükülmezoğlu)                      | 2019  | —                   | —                   | —                   | —                   | —                   | —                   | —                   | —                   | —                   | —                   | —                   | —                   | |                     |
| You Will Be My Queen (avec Michael Shynes)                          | 2019  | —                   | —                   | —                   | —                   | —                   | —                   | —                   | —                   | —                   | —                   | —                   | —                   | |                     |
| Desert Love (avec Ömer Bükülmezoğlu)                                | 2019  | —                   | —                   | —                   | —                   | —                   | —                   | —                   | —                   | —                   | —                   | —                   | —                   | |                     |
| Good Vibes (avec LePrince)                                          | 2019  | —                   | —                   | —                   | —                   | —                   | —                   | —                   | —                   | —                   | —                   | —                   | —                   | |                     |
| Ride It                                                             | 2019  | 4                   | 3                   | 2                   | 3                   | 29                  | 6                   | 3                   | 2                   | 1                   | 9                   | 2                   | 2                   | - ARIA: 5 × Platine - BEA: 2 × Platine - BPI: 2 × Platine - FIMI: Or - IFPI DEN: Platine - MC: 2 × Platine - RIAA: Platine - RMNZ: Platine - SNEP: Diamant |                     |
| Secrets (avec Raye)                                                 | 2020  | 84                  | 27                  | 17                  | 13                  | —                   | 20                  | 8                   | 56                  | 7                   | 17                  | 7                   | 85                  | - ARIA : Platine - BEA : Or - BPI : Platine - SNEP : Or | Euphoric Sad Songs  |
| Say My Name (avec Dimitri Vegas & Like Mike)                        | 2020  | —                   | —                   | 27                  | —                   | —                   | —                   | 35                  | —                   | —                   | —                   | —                   | —                   | |                     |
| You (avec Troye Sivan & Tate McRae)                                 | 2021  | —                   | 51                  | 50                  | —                   | 38                  | —                   | 1                   | —                   | 50                  | 30                  | 46                  | —                   | - BPI : Argent - RIAA: Or |                     |
| Signals (avec Kwabs)                                                | 2021  | —                   | —                   | —                   | —                   | —                   | —                   | —                   | —                   | —                   | —                   | —                   | —                   | |                     |
| Hallucination (avec Years and Years)                                | 2022  | —                   | —                   | —                   | —                   | —                   | —                   | 28                  | —                   | 71                  | —                   | 56                  | —                   | | Night Call (Deluxe) |
| No Love For You (avec Drop G)                                       | 2022  | —                   | —                   | —                   | —                   | —                   | —                   | 38                  | —                   | —                   | —                   | —                   | —                   | |                     |
| New York (avec Steve Aoki & Mazie)                                  | 2022  | —                   | —                   | —                   | —                   | —                   | —                   | 32                  | —                   | —                   | —                   | —                   | —                   | |                     |
| No Sleep (avec Ella Henderson)                                      | 2023  | —                   | —                   | —                   | —                   | —                   | —                   | 49                  | —                   | —                   | —                   | —                   | —                   | |                     |
| « — » indique que le single n'est pas sorti ou classé dans le pays. |       |                     |                     |                     |                     |                     |                     |                     |                     |                     |                     |                     |                     | |                     |

### Remixes
2015
- Calvin Harris & Disciples - How Deep is Your Love (Regard & BINNAY feat. Drop G Remix)
- Ta'Shan - Young And Fly (Regard Remix)

2016
- Christina Aguilera - Beautiful (Regard Remix)
- Alan Walker - Faded (Regard Remix)
- Milky Chance - Down by the River (Regard Remix)
- DJ Snake feat. Justin Bieber - Let Me Love You (Regard Remix feat. Emma Heesters Cover)
- LP - Lost on You (Regard Remix)
- The Kelly Family - Fell in Love with an Alien (Regard Remix)
- Sia feat. Kendrick Lamar - The Greatest (Regard & Shoby Remix)
- Big Baby D.R.A.M. feat. Lil Yachty - Broccoli (Regard Remix)
- Jaymes Young - Fall in Love (Regard Remix)
- Jason Mraz - I'm Yours (Regard feat. Gon Haziri Remix)
- Madonna - Sorry (Regard feat. Gon Haziri Remix)
- Charlie Puth feat. Selena Gomez - We Don't Talk Anymore (Regard & Drop G Remix)
- Jay Sean - Ride It (Regard Remix)
- Shawn Mendes - Treat You Better (Regard Remix Cover)
- Coldplay - Clocks (Regard Remix)
- Twenty One Pilots - Heathens (Regard & Drop G Remix)

2017
- Clean Bandit feat. Sean Paul & Anne-Marie - Rockabye (Regard Remix)
- Malesori - Kthehuni (Regard & Gon Haziri Remix)
- Sabri Fejzullahu - Pranvera Ne Prishtine (Regard & Drop G Remix)
- Rinna - Strangers (Regard Remix)
- LP - Tightrope (Regard Remix)
- Passenger - Someday (Regard & Drop G Remix)
- Yll Limani - Najher (Regard Remix)
- The Chainsmokers & Coldplay - Something Just like This (Regard Remix)
- Esra Kahraman - Ex Love (Regard Remix)
- Mc Kresha - Poem (Regard Remix)
- Hakan Akkus - I Can't Be (Regard & Drop G Remix)
- Mr. Probz - Till You're Loved (Regard Remix)
- Majk - Fund (Regard Remix)
- Kaltrina Selimi feat. Genc Prelvukaj (Etnon) - Nuk Eshte Njejte (Regard & Drop G Remix)
- Luis Fonsi & Daddy Yankee feat. Justin Bieber - Despacito (Regard Remix)
- Alban Skenderaj - Vetem Ty (Regard & Drop G Remix)
- A R I Z O N A - Electric Touch - (Regard & M.a.o.s. Beats Remix)
- Rovena Dilo & Pirro Cako - Per Nje Çast Me Ndali Zemra (Regard & Drop G Remix)
- Alexander Gjoka - Ditë Dimri (Regard Remix)
- TNT - Moj Bjondine Me Syte E Zi (Regard & Drop G Remix)
- Anila Mimani - E Ta Dish Sa Shume Te Dua (Regard & Drop G Remix)
- BB POQI - Iluzion (Regard & Drop G Remix)
- Stanaj - Romantic (Regard & Drop G Remix)
- Gili - Prishtina (Regard & Drop G Remix)
- Ed Sheeran & Beyoncé - Perfect (Regard & Gon Remix)
- Martin Garrix & David Guetta feat. Jamie Scott & Romy Dya - So Far Away (Regard & Drop G Remix)

2018
- Níkos Vértis - An Eisai Ena Asteri (Regard & Drop G Remix)
- Nino Rota - The GodFather Theme (Regard & Drop G Remix)
- Max Oazo & Cami - Jingle Bells (Regard & Rafo Remix)
- Emrah Karaduman - Believe In Me (Regard & Burak Cilt Remix)

2020
- Dua Lipa - Don't Start Now (Regard Remix)
- Michael Skillz & Laura Maslowski - Fireworks (Regard Remix)

2022
- Neiked & Mae Muller & Polo G - Better Days (Regard Remix)
- Sam Smith - Love Me More (Regard Remix)

2023
- Bee Gees - Stayin' Alive (Regard VIP Remix)
- Regard & Drop G - No Love For You (Regard VIP Remix)
- Regard - Ride It (Regard VIP Remix)
- Regard & Ella Henderson - No Sleep (Regard VIP Remix)
- Adele - Set Fire to the Rain (Regard VIP Remix)
- Peggy Gou - (It Goes Like) Nanana (Regard Edit)

## Distinctions

### NRJ Music Awards
| Année | Travail nommé | Récompense    | Résultat   |
| ----- | ------------- | ------------- | ---------- |
| 2020  | Regard        | DJ de l'année | Nomination |